# گلدن ولی (آریزونا)
گلدن ولی (به انگلیسی: Golden Valley) یک منطقهٔ مسکونی در ایالات متحده آمریکا است که در آریزونا واقع شده‌است. گلدن ولی ۲۰۳٫۹۵ کیلومتر مربع مساحت و ۷٬۵۳۲ نفر جمعیت دارد و ۸۵۵ متر بالاتر از سطح دریا قرار دارد.